# Johann Ochsenstein

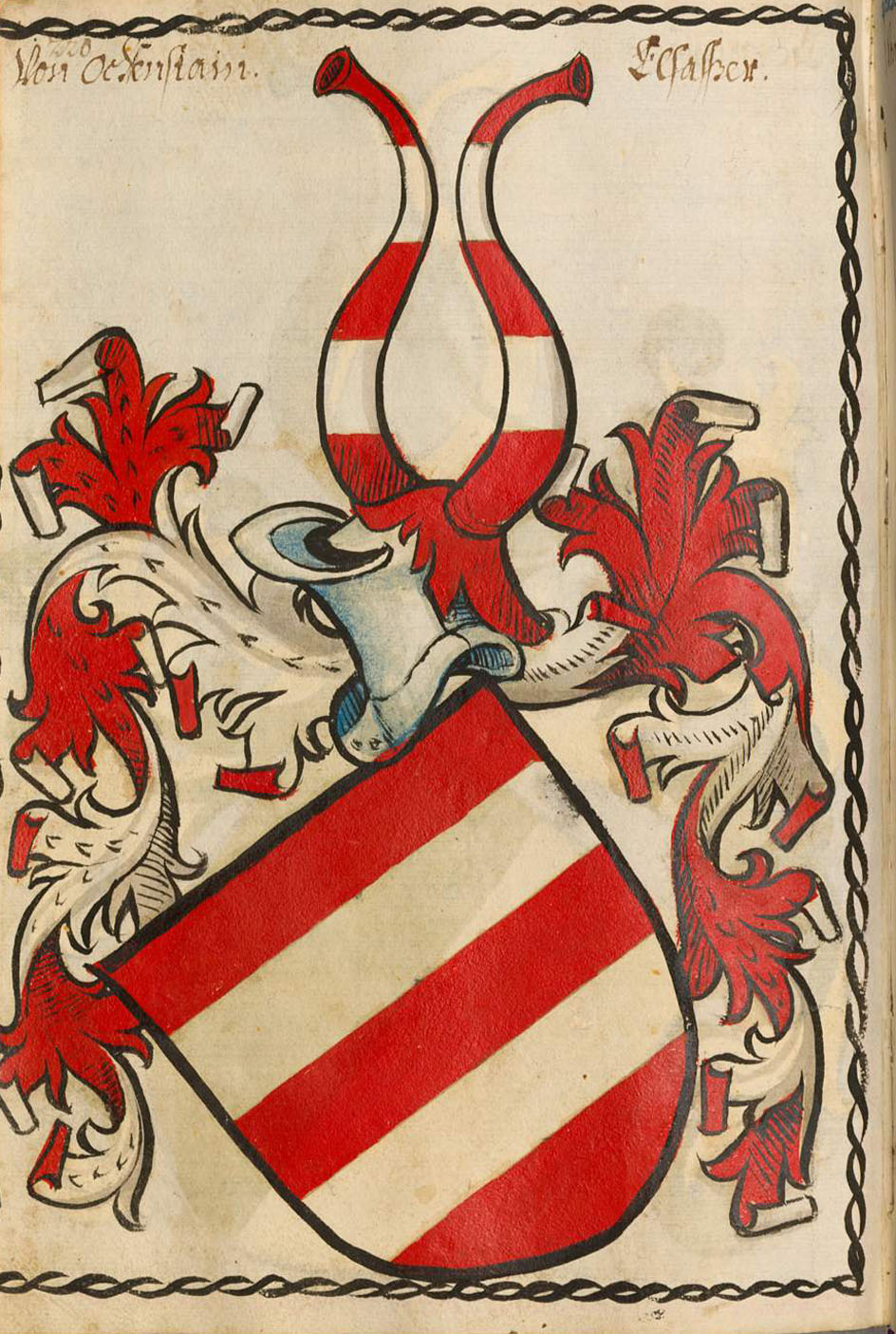
Ochsensteinisches Wappen

Johann (Freiherr) von Ochsenstein (auch Hans Ochsenstein) (* 1331; † 9. Juli 1386 in Sempach) führte die Habsburger als kommandierender Feldhauptmann unter Leopold III. gegen die Eidgenossen in der Schlacht bei Sempach und fiel bei der Schlacht.

## Leben

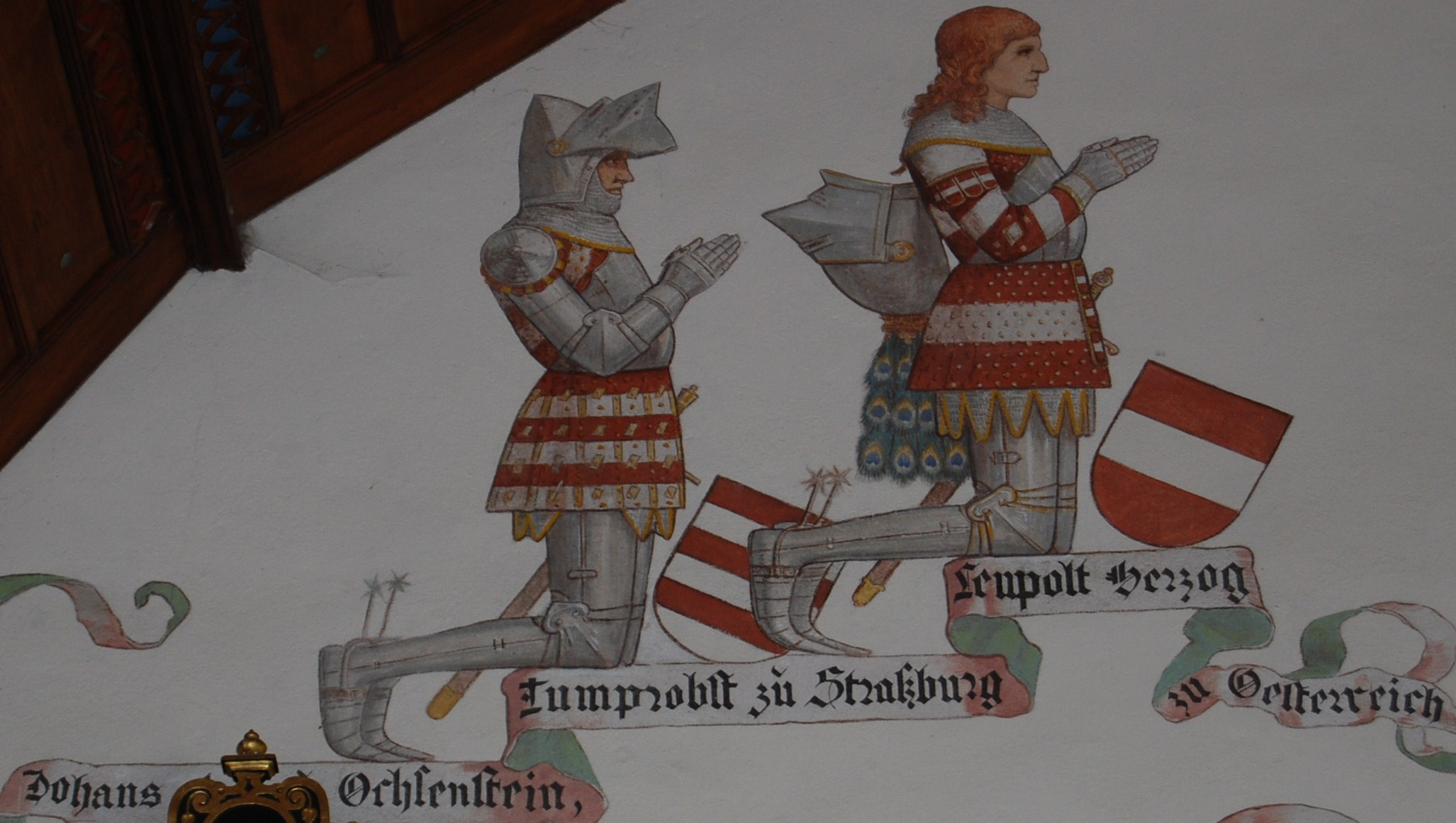
Leopold von Österreich und Johann von Ochsenstein – Schlachtkapelle Sempach

Johann Ochsenstein war einer der sechs Nachkommen des Otto VI. von Ochsenstein und der Prinzessin Elisabeth von Hessen. Johannes von Ochsenstein war Landvogt im Elsass sowie Breisgau und zugleich Dompropst in Strassburg. Er war Mitglied der Adelsgesellschaft Löwenbund. Als Strafe dafür, dass sich die Bewohner von Richensee den Eidgenossen anschliessen, verbrannte Ochsenstein als Feldhauptmann unter Leopold III. (Habsburg) zusammen mit Johann Truchsess von Waldburg das Städtchen am 9. Februar 1386. Ochsenstein starb in der Schlacht bei Sempach am 9. Juli 1386 und ist in der Liste der gefallenen Adeligen auf Habsburger Seite in der Schlacht bei Sempach in der Schlachtkapelle Sempach verzeichnet.

### Der „Spötter“
„O Hasenburg, Ihr habt ein Hasenherz.“ soll Ochsenstein zum Freiherrn Hans Ulrich von Hasenburg (Freiherren von Hasenburg) gesagt haben. Dies weil Hasenburg vor den Eidgenossen zurückschreckte. Ochsenstein soll sich dann zu Leopold III. gewandt haben mit den Worten: „Diese Bauern wollen wir Euch vor der Nacht gesotten oder gebraten ausliefern.“

### Tod
Nach der Sage starb Ochsenstein beim zweiten Zusammenprall der Truppen: Erbarmungslos schlugen sich die verwegensten Waldstätter bis in die hintersten Reihen durch und stiessen mit markdurchdringendem Gebrüll bis zu den österreichischen Führern vor, die hoch zu Ross ihre letzten verzweifelten Befehle durch die hohle Hand schrien. Auch sie wurden nicht geschont und unsanft von ihren Pferden heruntergeholt. Es fiel der Spötter Hans von Ochsenstein. Es sanken die Herren vom Tirol, es stürzte das Banner der Grafen von Habsburg, und auch das Hauptbanner von Österreich wankte und sank.
Er wurde in Königsfelden im Kanton Aargau im Damenkloster der Klarissen begraben.

## Burg Ochsenstein
Die Burg Ochsenstein liegt bei Zabern in den elsässischen Vogesen. Die große Felsenburg besteht aus den drei einzelnen Anlagen Wachelheim, Klein- und Groß-Ochsenstein, wobei die beiden ersteren zumindest zeitweise zu einer Teilburg zusammengefasst waren. 1178 werden die drei Burgen erstmals als Eigentum der Herren von Ochsenstein, Ludwig und Burkhard (geboren 1140) von Ochsenstein, erwähnt. 1284 wurde die Burg durch Walter von Hohenstein, Landvogt im Unterelsass, eingenommen und zerstört.